# Amalia Villalobos
Amalia del Carmen Villalobos Pino (1928 – 8 dicembre 2024) è stata una cestista cilena.

## Carriera
Con il Cile disputò i Campionati mondiali del 1953 e due edizioni dei Giochi panamericani (Città del Messico 1955, Chicago 1959).